# Inspired (歌曲)
《Inspired》是美國歌手麥莉·希拉的一首歌曲，收錄於其第6張錄音室專輯《青春進行式》中，也是專輯發佈的第2首歌曲。歌曲由希拉和奧倫·尤爾創作，於2017年6月9日透過RCA唱片以數位下載和流媒体的形式作為宣传单曲發行。希拉表示，她之所以發行這首歌，是為了“慶祝（自豪月與安慰）這個世界極度渴望愛的那些哭泣。”
《告示牌》的約翰·諾里斯認為，《Inspired》是“一首溫柔的歌曲，比《Malibu》更加感傷”，並表示，無可置疑的是，希拉在2017年翻開了音樂上新的篇章。2017年5月26日，希拉在《今天》首次現場演出了歌曲。6月4日，她在為2017年曼彻斯特竞技场爆炸事件舉辦的One Love Manchester慈善義演中再次表演了歌曲。此外，她還在《吉米·法倫今夜秀》現場表演了這首歌曲和《Malibu》。

## 曲目列表
| 曲序 | 曲目     | 时长 |
| ---- | -------- | ---- |
| 1.   | Inspired | 3:21 |

## 榜單
| 榜單（2017年）                   | 最高 排位 |
| -------------------------------- | --------- |
| 澳大利亞（澳大利亚唱片业协会榜） | 97        |
| 西班牙（西班牙音樂製作協會）     | 23        |
| 俄羅斯（Tophit電台榜）           | 450       |

## 發行歷史
| 地區 | 日期         | 形式            | 廠牌 | 來源          |
| ---- | ------------ | --------------- | ---- | ------------- |
| 多國 | 2017年6月9日 | 數位下載 流媒体 | RCA  | [ 10 ] [ 11 ] |